# Who the fuck are Arctic Monkeys?
Who the Fuck Are Arctic Monkeys? is de tweede ep van de Britse indie-band Arctic Monkeys.
De ep begint met het nummer 'The View From The Afternoon', dat ook op hun debuutalbum staat.
De andere 4 nummers staan alleen op deze ep.

## Tracks
1. The View from the Afternoon
2. Cigarette Smoker Fiona
3. Despair in the Departure Lounge
4. No Buses
5. Who the Fuck Are Arctic Monkeys?